# Kirchenbezirk Nagold
Der ehemalige Evangelische Kirchenbezirk Nagold war bis zum 1. Januar 2019 einer von damals 48 Kirchenbezirken bzw. Kirchenkreisen der Evangelischen Landeskirche in Württemberg. Sein Gebiet war deckungsgleich mit dem Dekanat Nagold. Zum genannten Stichtag wurde er mit dem seinerzeitigen Kirchenbezirk Calw zum neuen Kirchenbezirk Calw-Nagold fusioniert. Für das vereinigte Gebiet mit 39 Kirchengemeinden gab es in einer Übergangszeit zwei Dekane.

## Geografie
Der Kirchenbezirk Nagold lag im Westen der württembergischen Landeskirche. Sein Gebiet umfasste zum Großteil den nördlichen Schwarzwald sowie das Heckengäu. Der Fluss Nagold durchfloss den östlichen Kirchenbezirk von Süden nach Norden. Der Kirchenbezirk umfasste den Süden des Landkreises Calw, also die Städte und Gemeinden Altensteig (ohne Stadtteil Hornberg), Ebhausen, Egenhausen, Haiterbach, Nagold, Rohrdorf, Simmersfeld (ohne Ortsteil Aichhalden) und Wildberg sowie die Gemeinden Eutingen im Gäu (nur Ortsteil Göttelfingen), Grömbach, Horb am Neckar (nur Stadtteil Talheim), Pfalzgrafenweiler (nur Ortsteil Bösingen) und Wörnersberg des Landkreises Freudenstadt.

### Nachbarkirchenbezirke
Der Kirchenbezirk Nagold grenzte an folgende Kirchenbezirke der württembergischen Landeskirche (im Uhrzeigersinn beginnend im Norden): Calw, Herrenberg, Sulz am Neckar und Freudenstadt. Im Westen hatte er eine kurze Grenze zum Kirchenbezirk „Baden-Baden und Rastatt“ der Evangelischen Landeskirche in Baden.

## Geschichte
Das Dekanat Nagold geht zurück auf das Dekanat Wildberg (damalige Bezeichnung Spezialsuperintendentur), das schon kurz nach der Reformation in Württemberg errichtet wurde. Das Dekanat Wildberg wurde mehrfach verändert. 1604 wurde das seit 1566 bestehende Dekanat Altensteig, das seinen Sitz in Walddorf hatte, eingegliedert. Das Dekanat Wildberg gehörte zunächst zum Generalat Bebenhausen, ab 1810 zum Generalat Tübingen und ab 1821 zum Generalat Reutlingen, aus dem die heutige Prälatur Reutlingen hervorging. 1821 wurde der Dekanatssitz von Wildberg nach Nagold verlegt. Der Kirchenbezirk umfasst heute in etwa das Gebiet des alten württembergischen Oberamtes Nagold. Die meisten Kirchengemeinden des Kirchenbezirks sind vom Pietismus geprägt.

## Leitung des Kirchenbezirks
Die Leitung des Kirchenbezirks obliegt der Bezirkssynode, dem Kirchenbezirksausschuss (KBA) und dem Dekan.

### Dekane des Kirchenbezirks Nagold
- 1796–1804 Karl Friedrich Ziller, Dekan in Wildberg
- 1804–1813 Christlieb Martin Plieninger, Dekan in Wildberg
- 1813–1831 Christian Andreas Harpprecht, bis 1821 Dekan in Wildberg
- 1832–1839 August Jakob Viktor Hauff
- 1840–1844 Gottlieb Benjamin Friedrich Haas
- 1844–1851 Karl Christoph Friedrich Stockmayer
- 1851–1877 Johann Georg Freihofer (1806–1877)
- 1878–1887 Gottlob Kemmler (1823–1907)
- 1887–1895 Otto Emil Schott (1831–1901)
- 1895–1909 Christian Friedrich von Römer (1854–1920)
- 1909–1919 Adolf Pfleiderer
- 1919–1934 Wilhelm Otto (1879–1939)
- 1935–1940 Wilhelm Gümbel (1889–1978)
- 1940–1959 Rudolf Brezger (1904–1999)
- 1959–1965 Eberhard Weismann (* 1908)
- 1965–1975 Helmut Betsch (* 1912)
- 1975–1984 Eberhard Lempp (1920–1984)
- 1985–1994 Adolf Götz (* 1931)
- 1995–2006 Albrecht Becker (1941–2010)
- 2007–2020 Ralf Albrecht (* 1964)

## Kirchengemeinden
Im Kirchenbezirk Nagold gab es insgesamt 34 Kirchengemeinden, von denen sich mehrere zu insgesamt fünf Gesamtkirchengemeinden zusammengeschlossen hatten. Die Kirchengemeinden umfassen überwiegend Gebiete, die zu politischen Gemeinden des Landkreises Calw gehören. Abweichungen werden in der folgenden Übersicht besonders erwähnt.

### Kirchengemeinde Altensteig
Die Kirchengemeinde Altensteig umfasst die Kernstadt der Stadt Altensteig. Altensteig gehörte bis 1570 zur Pfarrei Altensteigdorf, hatte aber an den mittelalterlich-romanischen Kapellen St. Anna (abgängig), St. Leonhard (Reste vorhanden) und St. Nikolaus bis zur Reformation unselbstständige Kaplaneien, deren Kaplane und Priester ein gemeinsames geistliches Leben in der Altensteiger Marienbruderschaft führten. Die Stadt Altensteig wurde unter der Markgrafschaft Baden-Durlach im Jahre 1556, 500 Jahre nach ihrer ersten urkundlichen Erwähnung, endgültig evangelisch. Die Kaplanei wurde zum Diakonat. 1570 wurde die spätgotisch veränderte Nikolauskapelle zur Pfarrkirche für die Stadt erhoben. Mit dem Anwachsen der Einwohnerschaft (1570: 200, 1768: 1050) wurde die Nikolauskirche zu klein und zudem baufällig. Wegen Platzmangels innerhalb der Stadtmauer wurde außerhalb die neue Stadtkirche von 1773 bis 1775 nach Plänen des Kirchenrats-Baumeisters Wilhelm Friedrich Goez (Ausführung: der Nagolder Bau- und Werkmeister Georg Christoph Reich) mit Doppelemporen für mehr als 800 Personen errichtet und die alte Nikolauskirche bis 1869 abgebrochen. Einige Gegenstände daraus fanden Verwendung. Die Mittelstellung der Kanzel betont die zentrale Bedeutung der Verkündigung des Wortes Gottes, die Orgel als Gegenüber der Wortverkündigung betont den geistlichen Charakter der Musik. 2 × 12 Emporensäulen symbolisieren die Ergänzung des Alten Bundes (12 Stämme Israels) durch den Neuen. Über allem steht auf dem Kanzel-Schalldeckel der auferstandene Jesus Christus. Der damalige Neubau vor den Mauern der Stadt symbolisiert das erwartete himmlische Jerusalem, ein Motiv, das Professor Rudolf Yelin d. J. im Rahmen seiner künstlerischen Gesamtkonzeption bei der Kirchenrenovierung 1961 auf seinem Altarwandbild an die Spitze der alt- und neutestamentlichen Bildthemen gesetzt hat.

### Kirchengemeinden Altensteigdorf & Berneck

#### Kirchengemeinde Altensteigdorf
Die Kirchengemeinde Altensteigdorf umfasst die Stadtteile Altensteigdorf, Lengenloch und Überberg (mit Heselbronn und Zumweiler) der Stadt Altensteig. Die Remigiuskirche ist eine der ältesten in der Gegend. Der spätromanische Turm mit Turmchor stammt vermutlich aus der Zeit um 1200. Dort an der Nordwand sind noch sehenswerte Fresken erhalten: oben die Ankündigung, Geburt und Anbetung Jesu, unten seine Geißelung, Kreuztragung und Entkleidung vor der Kreuzigung. Die Kirche wird 1275 erstmals in schriftlichen Unterlagen erwähnt. 1757 wurde die Turmspitze ersetzt, und dabei der Turm von 33 Meter auf 26 Meter Höhe gekürzt. 1903 wurde das Langhaus nach Süden erweitert und mit größeren Fenstern versehen. Die asymmetrische Schiff-Verbreiterung erforderte ein neues Dachwerk und die neugotische breitere Westfront. Die Nordempore von 1714, der barocke Taufstein von 1697 und das Kruzifix unter dem Triumphbogen blieben erhalten. 1966 und 1992 folgten weitere Renovierungen. Der Glaskünstler Wolf-Dieter Kohler schuf 1966 die Ostersonne als Auferstehungssymbol im Ostfenster des Chores zum Ersatz für ein Ornamentfenster von 1903. In diesem Zusammenhang wurden wohl auch die spätgotischen Fresken (Evangelistensymbole) an der Chor-Ostwand unter Putz verborgen und damit gesichert.
In Lengenloch gibt es eine Filialkirche älteren Ursprungs, die im Jahr 1751 fast ganz erneuert wurde. In Überberg wurde im Jahre 2001 ein Gemeindehaus eingeweiht. Bis 1924 war Überberg eine selbständige Kirchengemeinde, die durch Bekanntmachung des Oberkirchenrats vom 17. Mai 1924 mit der Kirchengemeinde Altensteigdorf vereinigt wurde.

#### Kirchengemeinde Berneck
Die Kirchengemeinde Berneck umfasst den gleichnamigen Stadtteil der Stadt Altensteig. Die Laurentiuskirche wurde zwischen 1466 und 1471 zur Pfarrkirche erhoben, 1490 um den gotischen Chor erweitert, 1508 erstmals als Marienkirche urkundlich genannt. Die Wandmalereien im Chorraum, das Grabmal des landespolitisch bedeutsamen Landhofmeisters Balthasar von Gültlingen († 1563) und seiner Frau Agnes von Gemmingen (Herr von Gültlingen war Ortsherr in Berneck und führte dort 1536 die Reformation ein), eine Pietà aus Lindenholz (um 1420) sowie der spätgotische Taufstein und das Sakramentshäuschen sind kulturgeschichtliche Besonderheiten, die dieses Kirchengebäude auszeichnen. Die einschiffige Saalkirche mit einer Kassettendecke und einem Dachreiter wurde 1661 nach einem Brand wieder aufgebaut. Der Chor mit irregulärem 3/8-Schluss enthält Fresken, die Sakristei ein spätgotisches Kreuzgewölbe. Das Kruzifix hinter dem Altar wurde um 1700 gefertigt. Es gibt zahlreiche Grabplatten und Epitaphien. 1753 wurde die Kirche umgebaut und erweitert (Dachreiter, querkirchenartige Anbauten). - 1965 Renovierung mit Freilegung der Fresken und Abbau des Kanzelaltars.

### Kirchengemeinden Beihingen & Bösingen

#### Kirchengemeinde Beihingen
Die Kirchengemeinde Beihingen umfasst den gleichnamigen Stadtteil der Stadt Haiterbach. Sie besitzt eine Kirche aus dem 13. Jahrhundert, wovon der Kirchturm zeugt. Bis nach dem Zweiten Weltkrieg enthielt er unten den gewölbten Turmchor mit Chorbogen-Öffnung nach Westen. Das dortige Langhaus wurde wohl zugunsten einer Straßenplanung abgebrochen und 1953/1954 durch den Anbau eines neuen, nach Osten ausgerichteten Kirchenschiffs (axial etwas nach Süden versetzt) mit anschließendem Chor und Sakristei ersetzt Das große Wandgemälde hinter dem Altar mit dem Motiv der Majestas Domini und den begleitenden Posaunenengeln der Offenbarung stammt vom Stuttgarter Künstler Wolf-Dieter Kohler. Im frühgotischen Kirchturm finden sich die ältesten Zeugen der Ortsgeschichte: Seine Glocken sind bis zu 700 Jahre alt. Die beiden ältesten wurden wahrscheinlich im 14. Jahrhundert in Rottweil gegossen. Pfarramtlich betreut wird die Kirchengemeinde von der Nachbarkirchengemeinde Bösingen (Gemeinde Pfalzgrafenweiler, Landkreis Freudenstadt).

#### Kirchengemeinde Bösingen
Die Kirchengemeinde Bösingen umfasst den gleichnamigen Ortsteil von Pfalzgrafenweiler (Landkreis Freudenstadt). Eine Vorgängerkirche war „Unserer Lieben Frau“ geweiht. Die jetzige, im Jahre 1888 vom Stuttgarter Architekt Theophil Frey errichtete neugotische Kirche brannte in der Christnacht 1945 völlig aus. Das Kirchenschiff wurde bis 1950 nach Plänen des Stuttgarter Oberbaurates Johannes Fulda erneuert und die zerstörte dreiteilige Glasmalerei (Guter Hirte) im Chor mit gleicher Thematik durch die Künstlerin E. Fulda-Müller ersetzt, bis 1957 gefolgt von der Turmhelm-Erneuerung. Das Pfarramt Bösingen betreut auch die Nachbarkirchengemeinde Beihingen (Stadt Haiterbach).

### Kirchengemeinde Ebhausen
Die Kirchengemeinde Ebhausen umfasst den Kernort der gleichnamigen Gemeinde. Archäologische Grabungen 1961/62 belegen, dass es vor dem bestehenden Kirchengebäude drei steinerne Vorgängerbauten gegeben hatte. Vor der Reformation waren sie St. Maria geweiht. Das heutige Schiff der evangelischen Kirche Ebhausen wurde 1861 bis 1863 östlich an den romanischen Turm einer Turmburg aus dem 8. Jahrhundert angebaut. Epitaphien im Turmsockel und möglicherweise die älteste württembergische Kirchenglocke (aus dem 14. Jahrhundert) sind Zeugnisse früher Jahrhunderte. Die Tendenzen im protestantischen Kirchenbau des 19. Jahrhunderts, die dann im Eisenacher Regulativ von 1861 festgelegt wurden, fanden schon bei der Planung für den Neubau in Ebhausen Anwendung. Die Saalkirche wurde dementsprechend im neugotischen Stil mit eingezogenem Chor und dreiseitiger Empore gebaut. Im Unterschied zu früheren gotischen Kirchen mit schlanken hohen Langhausfenstern, die im Inneren von den Emporen überspannt, also nicht geteilt waren, wurden hier die Fensterreihen zweistöckig angelegt. Die radikale Innen-Umgestaltung der Kirche 1962 unter dem Stuttgarter Architekt Werner Hermann Riethmüller und der künstlerisch-gestalterischen Leitung von Professor Rudolf Yelin d. J. entfernte die Emporen (die West-Orgelempore wurde konstruktiv von den Seitenwänden gelöst) und schloss die Fenster im Parterre. Im Chorraum setzte Yelin 1962 zwischen seine ungegenständliche Farbverglasung des Ostfensters und den auch von ihm gestalteten Altar als Chorrückwand eine filigran durchlässige Mauer aus Betonkunststein-Formteilen mit dem Korpus des auferstandenen und segnenden Christus in der Mitte. Dazu korrespondierend erhielt die materialgleiche Brüstung der Westempore vier Evangelistensymbole als Einlage. Die kräftigen Farben des Chorfensters von Yelin beleben die transparente Chormauer davor. Die zurückhaltende Verglasung der oberen Schifffenster und die farbige Ostgiebel-Rosette stammen von Erich Schwarz aus Nagold. Als man sich entschloss, die zugemauerten unteren sechs Schiff-Fenster doch wieder zu reaktivieren, schuf der Stuttgarter Glaskünstler Adolf Valentin Saile 1986 Bleiglasfenster mit den Werken der Barmherzigkeit, dem Gleichnis vom vierfachen Ackerfeld und drei Tauf- und Wassergeschichten. Im Jahre 2019 wurde die Kirche innen renoviert und ein neues Lichtkonzept im Altarraum umgesetzt.

### Kirchengemeinden Effringen & Schönbronn

#### Kirchengemeinde Effringen
Die Kirchengemeinde Effringen umfasst den gleichnamigen Stadtteil der Stadt Wildberg. Die evangelische Kirche Zu Unserer Lieben Frau in Effringen gilt als eine der schönsten Dorfkirchen in Württemberg. Diese Marienkirche von 1379/1502 hatte einen romanischen Vorgängerbau. Am verbliebenen Turm von 1300 wurde ab 1379 der gotischen Chor durch den neuen Patronatsherrn Conrad Grückler aus Bulach errichtet, da hierzu das bisher berechtigte Kloster Stein am Rhein finanziell nicht mehr in der Lage war. Dieser Chor wurde Patronatsgrablege der Grückler und enthält entsprechende Grabplatten. Die reichen Pfarrpfründe der Grückler konnten über mehrere Generationen mit Geistlichen der Familie besetzt werden. Die Sakristei und die Ausstattung des Chores mit seinen Nischen, Fresken und Chorgestühl stammen vom Ende des 15. Jahrhunderts. Der Bildzyklus links zeigt Maria, die Namensgeberin der Kirche, und die „vier großen Jungfrauen“ Katharina, Dorothea, Barbara und Margaretha, rechts neben dem Chorbogen den Hl. Georg. Durch den Neubau des spätgotischen dreischiffigen Langhauses mit Steinkanzel ab 1502 wurde die Kirche vollendet. Seine besondere Gestaltung vor allem des Mittelschiffgewölbes besteht in dem von den Evangelistensymbolen umrahmten Himmelsloch, der reichhaltigen, originellen und realistischen Pflanzen- und Tiermalerei zur Darstellung eines Himmels- oder Paradiesgartens mit ausgeprägter christlicher Pflanzensymbolik (um 1520) in allen Gewölbebereichen und in figürlicher Bauplastik an Gewölbekonsolen und Schlusssteinen. Infolge der 1534 in Württemberg eingeführten Reformation verkaufte der Effringer „Kirchherr“ und Neubulacher Pfarrer Gallus Grückler das Effringer Patronatsrecht an Herzog Ulrich und wurde hier erster evangelischer Pfarrer. Das Orgelgehäuse stammt noch aus dem Rokoko. Von 1420 ist noch ein Glasgemälde, nämlich eine Kreuzigungsgruppe erhalten und nach der Restaurierung 1957 im östlichen Fenster der Langhaus-Südwand eingesetzt. 1964 wurde vom Stuttgarter Glaskünstler Wolf-Dieter Kohler das Glasgemälde gegenüber im nördlichen Seitenschiff und die ungegenständliche Farbverglasung im Chor gestaltet. Beim alten romanischen Taufstein enthält sein Tauffenster mehrere Themen (von unten nach oben): eine zur Taufe versammelte Familie und Gemeinde, die zur modernen Fassung der mittelalterlichen Darstellung des Gnadenstuhls für die Dreieinigkeit und damit die drei Artikel des Glaubensbekenntnisses aufschaut. Die Bildfelder oberhalb des zentralen Heiliggeist-Motivs der Taube zeigen Hoffnungen am Ende der Tage: ungewöhnlich die zwei Gruppen Angenommener im Endgericht (Verdammte fehlen!) und inmitten des himmlischen Jerusalem das Lamm Gottes, von dessen Herzen ein Strom lebendigen Wassers (Offb 22,13 ) ausgeht. Die Marienkirche Effringen wurde von Architekt Hermann Hornbacher 1964 außen und innen renoviert. Vom Pfarramt in Effringen wird auch die Nachbarkirchengemeinde Schönbronn (ebenfalls Stadt Wildberg) betreut.

#### Kirchengemeinde Schönbronn
Die Kirchengemeinde Schönbronn umfasst den gleichnamigen Stadtteil der Stadt Wildberg. Die evangelische Kirche in Schönbronn wurde 1776 von einer Kapelle zu einer einfachen Saalkirche erweitert. 1864 wurde das Kirchenschiff um 1,5 Meter erhöht und erhielt den Dachturm und eine Sakristei. 1979 und 2020 wurde die Kirche innen umgestaltet und renoviert. Pfarramtlich betreut wird die Gemeinde von der Nachbarkirchengemeinde Effringen (ebenfalls Stadt Wildberg).

### Kirchengemeinde Emmingen und Pfrondorf
Die Kirchengemeinde Emmingen und Pfrondorf umfasst die gleichnamigen Stadtteile von Nagold. Die Oswaldkirche Emmingen entstand im Jahr 1778 durch den Anbau des Kirchenschiffs an eine Kapelle aus dem 14./15 Jahrhundert, deren Grundbestand noch den heutigen Chor bildet. Oberbaurat Heinrich Dolmetsch renovierte sie 1895 und vermittelte die Anschaffung und den Einbau der zuvor in der anglikanischen (jetzt altkatholischen) Kirche am Stuttgarter Katharinenplatz 1868 eingebauten neugotischen Kanzel gegenüber der dreiseitigen Empore. Bei der Renovierung 1929 durch den Stuttgarter Architekt Werner Klatte konnte eine West-Erweiterung des Langhauses, der Anbau einer Sakristei und die Farbverglasung der Chorfenster verwirklicht werden. Rudolf Yelin d. J. versah zwei Maßwerkfenster (das mittlere wurde für die Platzierung der Chororgel geschlossen) mit Glasgemälden der vier Evangelisten und ihrer Symbole. Vom Pfarramt Emmingen wird auch die Nachbarkirchengemeinde Pfrondorf (ebenfalls Stadt Nagold) betreut.
Die Nikolauskirche Pfrondorf entstand 1728 aus einer Wallfahrtskapelle von 1445, die den Chor der heutigen Kirche bildet, wo etwas erhöht die Orgel aufgestellt ist. Das Kirchenschiff ist zum Chor nicht achsensymmetrisch, da es nach Norden geweitet und außen mit einem gedeckten Emporenaufgang versehen wurde. Pfarramtlich betreut wird die Kirchengemeinde Pfrondorf von der Nachbarkirchengemeinde Emmingen.

### Kirchengemeinde Grömbach-Wörnersberg
1390 erhielt Grömbach eine eigene Kaplanei; davor war die Gemeinde ein Filial der Pfarrei in Haiterbach. Der ehemalige Messpriester Jakob Schönfeld aus Günzburg kam 1578 nach „Grömbach im Durlachischen“. In seine Amtszeit könnte der Übertritt des Kirchspiels Grömbach zur Reformation gefallen sein (1599?). 1603 wurde Grömbach württembergisch und dem Oberamt Altensteig zugeordnet. Im Lagerbuch werden 1727 Wörnersberg, Garrweiler und Schernbach als Filialorte der Pfarrei Grömbach aufgeführt. Diese wurde 1807 dem Dekanat Freudenstadt und letztlich 1920 dem Dekanat Nagold und damit gemeinsam mit Wörnersberg und Garrweiler zunächst als Gesamtkirchengemeinde, dann als Evangelische Kirchengemeinde Grömbach-Wörnersberg seit 2019 dem Kirchenbezirk Calw-Nagold eingegliedert – trotz Zugehörigkeit zum Landkreis Freudenstadt. Die Kirchengemeinde umfasst also die Gemeinde Grömbach sowie den Stadtteil Garrweiler der Stadt Altensteig und die Gemeinde Wörnersberg.
Eine Kapelle zum hl. Georg in Grömbach, bisher ein Filial der Pfarrei in Haiterbach, erhielt 1390 eine eigene Kaplanei. Die Grömbacher evangelische Georgskirche bekam 1657 ihre erste Glocke, eine weitere wurde 1730 gegossen. Nach Abbruch der baufälligen Kirche wurde 1783 die größere heutige Kirche im „Grundmuster klassizistischer Bauweise“ von Kirchenrats-Baumeister Wilhelm Friedrich Goez mit flach gedecktem chorlosem Kirchenschiff und 3/8-Abschluss im Osten erbaut, südlich angefügt an einen älteren Turm. Der Taufstein, der Altartisch und die Kanzel waren ursprünglich in der Kirchenachse angeordnet, die Sakristei befindet sich außen an der Ostseite mit Treppe zur Kanzel. Die Süd- und Nord-Schenkel der Dreiseitenempore reichen jeweils bis zum Beginn des Chorschlusses. Eine erste Renovierung wurde 1833 nötig, bei der die Empore und das Gestühl den weißgrauen Farbakzent erhielten. Weitere Renovierungen folgten 1884, 1932 und 1976. Zum Gedenken an die Gefallenen des Ersten Weltkriegs aus den Gemeinden des Kirchspiels wurden 1919 farbige Bleiverglasungen in die Altarraum-Fenster gestiftet: Im Nordostfenster eine Szene, in der Jesus sich tröstend einem Soldat und seiner Familie zuwendet, im Südostfenster der sinkende Petrus und Jesu Aufruf zum Glauben. Der Entwurf zu diesen Fenstern dürfte von dem renommierten Stuttgarter Künstler Rudolf Yelin d. Ä. stammen.
Die Kirchen- und Altarweihe der ehemaligen Wallfahrtskirche Zu Unserer Lieben Frau in Wörnersberg im Jahre 1487 ist urkundlich bezeugt. Zahlreiche Renovierungen und bauliche Veränderungen sind für 1687, das 19. und das 20. Jahrhundert belegt, zuletzt 1980. Aus dem 15. Jahrhundert ist ein spätgotischer Altarschrein mit Holzskulpturen (Paulus, Maria mit dem Kind, die Heiligen Wendelin und Sebastian) erhalten, der vermutlich aus einer Ulmer Bildhauerwerkstatt stammt. Ebenfalls aus der Erbauungszeit der Kirche stammen noch die beiden Glocken.

### Kirchengemeinde Gültlingen
Die Kirchengemeinde Gültlingen umfasst den gleichnamigen Stadtteil der Stadt Wildberg, ohne die Siedlungen Lerchenberg und Haselstaller Höfe, welche durch Bekanntmachung des Oberkirchenrats vom 24. Juni 1970 in den Kirchenbezirk Calw eingegliedert und der Kirchengemeinde Deckenpfronn zugeordnet wurden, welche dann 1982 in den Kirchenbezirk Herrenberg wechselte. Die Michaelskirche in Gültlingen mit ihrem Friedhof ist als ehemalige Wehrkirche von einer bis zu 1,5 Meter breiten und bis zu 3,5 Meter hohen Wehrmauer noch fast vollständig umgeben – bis zum 19. Jahrhundert zusätzlich von einem überflutbaren Graben. Erbaut wurde sie im Jahre 1465 – 1467, wobei die Sakristei mit romanischen Elementen der älteste Teil ist. Der Chor hatte ursprünglich wohl ein Netzgewölbe. Vor den klarverglasten Maßwerkfenstern dort steht die Orgel mit 13 Registern aus dem Jahre 1815 vom Orgelbauer Weinmar aus Bondorf mit einem prächtigen Barockprospekt. Durch die Innenrenovierungen und Umgestaltungen von 1958/59 mit Entfernung der oberen und Änderungen an der verbliebenen Empore und Vergrößerung der Fensteröffnungen im Schiff wurde die Kirche heller und freundlicher.

### Kirchengemeinde Haiterbach-Talheim
Eine Gesamtkirchengemeinde Haiterbach-Talheim war mit Wirkung vom 11. November 2001 gebildet worden. Damals wurden die Gemeindebezirke Ober- und Untertalheim von der Kirchengemeinde Haiterbach abgetrennt und zur selbständigen Kirchengemeinde Talheim zusammengefügt. Diese wurde mit der verbleibenden Kirchengemeinde Haiterbach zur neuen Gesamtkirchengemeinde Haiterbach-Talheim zusammengeschlossen. Inzwischen wurden beide Teilgemeinden zu einer Kirchengemeinde zusammengefasst und bilden aktuell (2020) die Kirchengemeinde Haiterbach-Talheim. Die Kirchengemeinde umfasst die Kernstadt und den Stadtteil Altnuifra der Stadt Haiterbach sowie die Stadtteile Ober- und Untertalheim (die heute nur noch als Stadtteil Talheim bezeichnet werden) der Stadt Horb am Neckar (Landkreis Freudenstadt). Die evangelischen Bewohner in der überwiegend katholischen Ortschaft Talheim hatten zunächst zur Filialkirchengemeinde Schietingen gehört und waren durch Bekanntmachung des Oberkirchenrats vom 6. Juli 1954 der Kirchengemeinde Haiterbach zugeordnet worden. Bis 1934 hatten auch die evangelischen Bewohner von Unterschwandorf zur Kirchengemeinde Haiterbach gehört. Durch Bekanntmachung des Oberkirchenrats vom 7. März 1934 waren sie der Kirchengemeinde Oberschwandorf zugeordnet worden.
Die Laurentiuskirche in Haiterbach geht auf das Jahr 1150 zurück. Aus dieser Zeit stammt der noch erhaltene romanische Turm, abgesehen von dem viel späteren oberen Teil. Im unteren Stockwerk des Turmes wurde in der Zeit der Frühgotik ein Kreuzgewölbe als Chor der Vorgängerkirche eingezogen. Der Raum dient heute als Sakristei, zugleich als Eltern-Kind-Raum mit Gottesdienstübertragung. Er ist mit seinen Holzfiguren biblischer Gestalten ein besonderes Schmuckstück der Kirche. Wandmalereien mit Darstellungen der Heiligen Katharina, Barbara und Margaretha sowie ein Taufstein wohl aus jener Zeit sind noch erhalten. Vom ursprünglichen Kirchenschiff (Langhaus), seiner Größe und Bauweise fehlt jede Spur. Nur so viel ist bekannt, dass es sich mit seiner Längsrichtung von West nach Ost an den Turmchor anschloss. Beim Stadtbrand 1554 wurde das Schiff vernichtet und ein Jahr später das von Norden zum neuen Südchor reichende Schiff an der Turm-Westseite neu errichtet. Der 5/8-Chor mit hochrechteckigen Fenstern ohne gotisches Maßwerk enthält eine niedrige Orgelempore mit acht ausdrucksstarken Apostelbildnissen in der Brüstung. Das Gestühl in Schiff, Emporen und Chor ist vierseitig auf die hölzerne Kanzel rechts am Chorbogen ausgerichtet. Das Rankenwerk-Wandgemälde mit Bibelzitat am Chorbogen prägt die neugotische Innenraumgestaltung von 1857.
Bekanntester Pfarrer von Haiterbach war Christian Gottlob Pregizer (1795–1824), auf den sich die so genannte Pregizer Gemeinschaft, eine pietistische Gruppierung, bezieht.
2001 wurden im bürgerlichen „Talheimer Zentrum“ eigene Gemeinderäume eingerichtet.

### Gesamtkirchengemeinde Hochdorf-Schietingen-Vollmaringen
Die Gesamtkirchengemeinde Hochdorf-Schietingen-Vollmaringen umfasst die drei gleichnamigen Stadtteile von Nagold. Innerhalb der schon früher gebildeten Gesamtkirchengemeinde Hochdorf-Schietingen wurde mit Wirkung vom 1. November 1995 die eigenständige Kirchengemeinde Vollmaringen gebildet. Daraufhin wurde der Name der Gesamtkirchengemeinde Hochdorf-Schietingen mit Wirkung vom 26. Januar 1996 in Gesamtkirchengemeinde Hochdorf-Schietingen-Vollmaringen geändert. In dieser sind zwei Pfarrer tätig, je einer in Hochdorf und in Schietingen. Der zuletzt Genannte versieht auch die Kirchengemeinde Vollmaringen mit.

#### Kirchengemeinde Hochdorf
Die Kirchengemeinde Hochdorf umfasst den gleichnamigen Stadtteil der Stadt Nagold sowie den Ortsteil Göttelfingen der Gemeinde Eutingen im Gäu (Landkreis Freudenstadt), wo nur etwa 200 evangelische Gemeindeglieder wohnen (die anderen sind überwiegend katholisch). Die gotische Michaelskirche Hochdorf fällt durch ihren eleganten achteckigen Turmhelm auf quadratischem Turm auf. Aus den Jahren 1881, 1935, 1955 und um 2010 sind Renovierungen bekannt, wobei 1955 die bis in den Chor reichende Empore (mit Orgel) entfernt und eine neue Orgel zunächst im Chor aufgestellt, bei der jüngsten Renovierung und durchgreifenden Modernisierung allerdings entfernt wurde. Die drei Farbfenster im 3/8-geschlossenen Chor schuf 1935 der Bietigheimer Künstler Adolf Hess (1893–1953): Glaube, Liebe und Hoffnung (1 Kor 13,13 ) sind im Farbendreiklang Grün (Hoffnung: Bergpredigt und Nachfolge – links), Rot (Liebe: Passion und Auferstehung – Mitte) und Blau (Treue und Glaube: Geburt und Taufe Jesu – rechts) dargestellt. Von ungefähr 1900 sind noch das frühere Chormittelfenster (Einladender Christus) und ein Ornamentfenster erhalten. In Göttelfingen finden keine Gottesdienste statt.
Bis 1913 gehörten auch die evangelischen Bewohner von Eutingen zur Kirchengemeinde Hochdorf. Durch Bekanntmachung des Konsistoriums vom 1. Februar 1913 wurden diese der Kirchengemeinde Horb im Kirchenbezirk Sulz am Neckar zugeordnet. Der Bahnhof Hochdorf und die Bahnwärterposten Nr. 13 und 15, die politisch zur Gemeinde Eutingen gehörten, verblieben jedoch bei der Kirchengemeinde Hochdorf.

#### Kirchengemeinde Schietingen
Die Kirchengemeinde Schietingen (500) umfasst die Stadtteile Schietingen und Gündringen der Stadt Nagold, wobei in Gündringen nur etwa 150 Gemeindemitglieder wohnen (die anderen sind überwiegend römisch-katholisch). Die Nikolauskirche Schietingen wurde 1575 mit Westturm und geradem Raumabschluss im Osten als Saalkirche errichtet und 1782 umgebaut. Das Ostfenster ist in zarten Farbtönen und ungegenständlich bleiverglast. Das Pfarramt in Schietingen betreut auch die Kirchengemeinde Vollmaringen, die mit Wirkung vom 1. November 1995 selbständig wurde.
Bis 1954 gehörte auch Untertalheim zur Filialkirchengemeinde Schietingen. Durch Bekanntmachung des Oberkirchenrats vom 6. Juli 1954 wurde Untertalheim der Kirchengemeinde Haiterbach zugeordnet; mit Obertalheim besteht jedoch seit 2001 die selbständige Kirchengemeinde Talheim.

#### Kirchengemeinde Vollmaringen
Die Kirchengemeinde Vollmaringen umfasst den gleichnamigen Stadtteil von Nagold. Sie wurde erst mit Wirkung vom 1. November 1995 als selbständige Kirchengemeinde gebildet. Die junge Kirchengemeinde hat heute ein eigenes Bonhoeffer-Gemeindezentrum, das 2007 durch Umbau eines Lebensmittelladens zum Mittelpunkt und Gottesdienstraum der Kirchengemeinde wurde. Die Londorfer Kapelle auf der Gemarkung Vollmaringen ist im Kern romanisch. Sie liegt zwischen den Gemeinden Iselshausen, Mötzingen und Vollmaringen in freier Landschaft und ist von einem Friedhof umgeben, der von der Vollmaringer Kirchengemeinde genutzt wird, und war früher die Kirche des abgegangenen Dorfes Londorf. Im westlichen Teil des Kirchenbaus haben sich noch Reste des romanischen Mauerwerks erhalten. Im 15. Jahrhundert wurde die Kapelle nach Osten verlängert und mit einem polygonalen Ostschluss versehen. In der Kapelle befindet sich ein spätgotisches Holzbildwerk und ein Steinkruzifixus von 1589. Pfarramtlich betreut wird die Kirchengemeinde vom Pfarramt in Schietingen.

### Kirchengemeinde Nagold
Die Kirchengemeinde Nagold umfasst seit dem Zusammenschluss auf 1. Januar 2016 die Kernstadt mit dem Stadtkirchenbereich, den Bereich der Remigiuskirche und den Stadtteil Iselshausen der Stadt Nagold. Als eigenständige Kirchengemeinde war die Remigiuskirchengemeinde Nagold erst mit Wirkung vom 1. Januar 1982 gebildet worden, als im Bereich der Gesamtkirchengemeinde Nagold die bis dahin bestehenden beiden Kirchengemeinden (Stadtkirchengemeinde und Kirchengemeinde Nagold-Iselshausen) neu gegliedert und eine dritte Kirchengemeinde errichtet werden sollte. Dem Alter nach gibt es folgende Kirchen:
Die Remigiuskirche ist die älteste der Nagolder Kirchen und steht auf einem ehemaligen römischen Gutshof. Ein erster alemannischer Kirchbau existierte hier bereits um 680. Die heutige Kirche entstand ab dem Jahr 773 und ist romanisch mit gotischen Veränderungen und Erweiterungen (z. B. der erweiterte Chorraum und die Taufkapelle). Noch heute sind im Chorbogen römische Säulen zu sehen, die zum Bau der Kirche verwendet wurden. Im Innern sind bedeutende Fresken aus den Jahren 1320–1325 mit Darstellungen aus dem Leben Jesu erhalten. Anfang des 16. Jahrhunderts kamen weitere Fresken im Bereich der Taufkapelle dazu. Sie zeigen die Heiligen Apollonia, Margareta und Ursula. 1555 wurden Nagold und damit die Remigiuskirche evangelisch. Die Fresken wurden erst 1880 wiederentdeckt und 1920 freigelegt. Nach umfassenden Renovierungsarbeiten wurde die Remigiuskirche 1965 wieder als Gemeindekirche in Gebrauch genommen. Alle Fenster entwarf damals der Fürstenberger Glaskünstler Emil Kiess: Die Chorfenster als ein „freudiger Anruf und Aufruf an die Gemeinde“, im Langhaus wenig getönte Gläser für größeren Lichteinfall und in der Taufkapelle farbkräftig die Wasserwellen und den Heiligen Geist. Heute lässt eine moderne Beleuchtungsanlage die Fresken und den gesamten Innenraum in stimmungsvollem Licht erscheinen.
Die Jakobuskirche Iselshausen wurde 1757 anstelle einer Vorgängerkirche von 1395 errichtet. Sie wurde 1987 grundlegend renoviert und trägt für die Glocken im Westen einen hohen Dachreiter. Das Innere ist mit bauzeitlichen Apostelgemälden an der Emporenbrüstung geschmückt. Eine weitere Predigtstelle der Kirchengemeinde ist der Steinbergtreff.
Johanneskirche - Stadtkirche: Die erste Stadtkirche, um 1360 als eine der Jungfrau Maria geweihte Kapelle innerhalb der Stadtmauern erbaut, 1401 erweitert, mit Turm und Chor versehen und vermutlich bald darauf zur Pfarrkirche erhoben, war im 19. Jahrhundert zu klein und baufällig geworden. Nach Fertigstellung der Johanneskirche wurde sie 1876/77 abgebrochen, wobei der „Alte Turm“ an der Ecke Marktstraße/Turmstraße erhalten blieb und heute als Wahrzeichen der Stadt Nagold dient. Charakteristisch ist die doppelte Laterne in seinem Helm. Als neue evangelische Stadtkirche wurde vom Stuttgarter Baudirektor Theodor von Landauer die Johanneskirche entworfen und 1870 bis 1874 auf Staatskosten erbaut. Sie gilt architektonisch als Nachfolgebau der Stuttgarter Johanneskirche am Feuersee von Oberbaurat Christian Friedrich von Leins und zeigt im Vergleich mit anderen neugotischen Kirchen eigenständige architektonische Züge, die im Innern ein großzügiges Raumgefühl vermitteln. Die Innenerneuerung 1968–1970 beseitigte allerdings leider die meisten feinen neugotischen Elemente, sodass nur noch das Äußere dem ursprünglichen Plan entspricht. Die „Bereinigung“ betraf bereits kurz nach dem Zweiten Weltkrieg die vom württembergischen König Karl 1874 gestifteten farbverglasten Chorfenster. Sie wurden nach und nach ersetzt durch modernere Glasgemälde von Adolf Valentin Saile: Glaube, Liebe und Hoffnung (1 Kor 13,13 ) sind als Farbendreiklang gestaltet: 1952 Chorfenster Mitte (Passion; roter Hauptton = Liebe Christi bis in den Tod), 1954 Chorfenster links (Weihnachten; blau = Treue Gottes und Glaube des Menschen) und 1969 Chorfenster rechts (Auferstehung, Pfingsten; grün = Hoffnung und Nachfolge). Der Turm des dreischiffigen Baus ist 60 Meter hoch und ragt – vor allem von unterhalb der Eingangstreppe gesehen – monumental in den Himmel hinauf. Die Architekten Panzer & Oberdörfer aus Tübingen besorgten 2006 die Innensanierung.

### Kirchengemeinde Ober- und Unterschwandorf
Die Kirchengemeinde Ober- und Unterschwandorf umfasst den gleichnamigen Stadtteil (incl. Unterschwandorf) der Stadt Haiterbach. Die Severuskirche Oberschwandorf, 1725 an der Stelle einer Vorgängerkirche errichtet, musste bereits 1763–1766 nach massiven Witterungsschäden grundlegend saniert und für die zahlreichere Bevölkerung mit einer mehrseitigen Empore ausgestattet werden, die im Osten zunächst für die Orgel bestimmt war. Die Rechteck-Saalkirche mit 3/8-Raumabschluss trägt einen größeren Dachreiter mit Glockenstube. Bei der Renovierung 1974 wurde die Orgelempore hinter dem Altar entfernt und das Ost- und das Südost-Fenster vom Stuttgarter Glaskünstler Adolf Valentin Saile mit Bleiverglasungen zu den Themen Passion/Ostern und Pfingsten/Apostelgeschichte ausgestattet. Früher wurde die Kirchengemeinde von Walddorf (Stadt Altensteig) aus betreut. Unterschwandorf gehörte bis 1934 noch zur Kirchengemeinde Haiterbach und wurde durch Bekanntmachung des Oberkirchenrats vom 7. März 1934 der Kirchengemeinde Oberschwandorf zugeordnet.

### Kirchengemeinden Rohrdorf und Mindersbach
Die Kirchengemeinde Rohrdorf umfasst die gleichnamige Gemeinde Rohrdorf. Sie hat Anteil an der Kirche St. Johannes der Täufer Rohrdorf aus dem 13. Jahrhundert, die jedoch mit dem ganzen Ort seit 1309 dem katholischen Johanniterorden (Kommende Rohrdorf, ab 1524 Malteserorden) gehört hatte. Mit der Reformation in Württemberg 1534 wurde auch in Rohrdorf ein Großteil der Bevölkerung evangelisch, allerdings ohne Kirche. Erst 1738 folgte nach langen Streitigkeiten die Kompromisslösung, die heute noch gilt: Die Kirche wurde 1740 geteilt. Das Kirchenschiff fiel den Evangelischen zu, der Chor den Katholiken. Gemeinsam ist die Benutzung der Glocken. Das wuchtige Rohrdorfer Kirchengebäude mit seinem zierlichen Turm bietet auch im Inneren einen Kontrast zwischen der beeindruckend schlicht eingerichteten evangelischen Hälfte und dem katholischen Teil, der mit seinen spätgotischen Fenstern, den zahlreichen bunt bemalten Heiligenfiguren und der spätgotischen Madonna eine farbenprächtige gestalterische Vielfalt bietet.
Vom Pfarramt Rohrdorf wird auch die Nachbargemeinde Mindersbach betreut. Sie umfasst den gleichnamigen Stadtteil von Nagold. Die kleine Kirche Mindersbach wurde 1777 in klassizistischem Stil mit westlichem Dachreiter erbaut. Pfarramtlich betreut wird sie von der Nachbarkirchengemeinde Rohrdorf.

### Kirchengemeinde Simmersfeld
Die Kirchengemeinde Simmersfeld umfasst die Ortsteile Beuren, Ettmannsweiler, Fünfbronn und den Hauptort Simmersfeld der gleichnamigen Gemeinde. Die Ortsteile Aichhalden (mit Oberweiler) gehören jedoch zur Kirchengemeinde Zwerenberg (Kirchenbezirk Calw).
Die evangelische Johanneskirche Simmersfeld hatte seit dem Beginn des 12. Jahrhunderts eine romanische Sebastianskirche als Vorgängerkirche, die 1360 erstmals erwähnt wird. In der Markgrafschaft Baden, zu der Simmersfeld mit dem Amt Altensteig damals gehörte, wurde im Jahre 1556 die Reformation durchgeführt. 1604 kam Simmersfeld an Württemberg. Nach dem Dreißigjährigen Krieg bis ins 19. Jahrhundert verschlechterte sich der bauliche Zustand trotz Reparaturen immer mehr, sodass die Sebastianskirche 1885 abgebrochen werden musste. Die große neuromanische heutige Johanneskirche wurde vom württembergischen Oberbaurat Karl von Sauter mit über 700 Sitzplätzen geplant und im September 1889 eingeweiht. Die Gesamtverglasung einschließlich der dekorativen Rosette über dem Westportal und vor allem dem Chorfenster (Motiv: Christus, der gute Hirte) wurde von Wilhelm Jahn aus Heilbronn ausgeführt.
Die St. Anna-Kapelle Beuren mit einigen gotischen Elementen stammt aus vorreformatorischer Zeit, 1527 wurde sie erstmals erwähnt und 1676 sowie im 20. Jahrhundert renoviert. 1820 wurde der Turm erneuert. Nach 150 Jahren Unklarheit über kommunale oder kirchliche Zuständigkeit und Besitzverhältnisse wurde die Kapelle 1978 Eigentum der Kirchengemeinde Simmersfeld.

### Gesamtkirchengemeinde Spielberg-Egenhausen
Die Gesamtkirchengemeinde Spielberg-Egenhausen wurde zum 1. Januar 2014 aus den selbständigen Kirchengemeinden Spielberg und Egenhausen gebildet.

#### Kirchengemeinde Spielberg
Die Kirchengemeinde Spielberg umfasst den gleichnamigen Stadtteil der Stadt Altensteig. Die Johanneskirche ist eine im Kern alte Kirche mit romanischen und gotischen Elementen. Sie wurde 1490 mit Zustimmung des württembergischen Lehensherrn Herzog Eberhard von der Mutterkirche Haiterbach abgetrennt. 1491 erhob der Generalvikar des zuständigen Bistums Konstanz die Kapelle Spielberg zur Pfarrkirche für das Dorf. Die selbstständige Pfarrei Spielberg war damit geschaffen. Der romanische Kirchturm erhielt später eine Fachwerk-Glockenstube. Der um 1960 zugemauerte Chorbogen zwischen dem quadratischen Kirchenschiff und dem kreuzgewölbten Turmchor wurde dreißig Jahren später wieder freigelegt.

#### Kirchengemeinde Egenhausen
Die Kirchengemeinde Egenhausen umfasst die gleichnamige politische Gemeinde. Sie besitzt eine Kirche St. Johannes mit wehrhaftem romanischem Chorturm. Der heutige Bau stammt jedoch überwiegend aus dem Jahr 1745. Pfarramtlich betreut wurde die Kirchengemeinde seit 1556 vom Pfarramt in Spielberg, wo sich auch in der neuen Gesamtkirchengemeinde Spielberg-Egenhausen das Pfarramt befindet.

### Kirchengemeinde Sulz am Eck
Die Kirchengemeinde Sulz am Eck umfasst den gleichnamigen Stadtteil der Stadt Wildberg. Die evangelische Michaelskirche in Sulz am Eck ist von einer wuchtigen Mauer umgeben und liegt auf einer kleinen Anhöhe über dem Agenbach. Sie wurde 1449 erstmals erwähnt, ein Vorgängerbau bereits 1311, dessen Chorturm aus der Mitte des 12. Jahrhunderts mit seinem Chorgewölbe (heute Sakristei) zum Chorseitenturm wurde, als 1489 das Langschiff umgebaut wurde. Die Chorturm-Sakristei enthält bemerkenswerte romanische und spätgotische Steinmetzarbeiten. Das Schiff hat seit der Erweiterung 1750 eine mit Blumenornamenten bemalte Kassettendecke, eine hochfüßige Kanzel mit romanischem Taufbecken davor und einen Barock-Orgelprospekt. 2005 wurde ein Anbau erstellt.

### Kirchengemeinde Walddorf
Die Kirchengemeinde Walddorf umfasst den gleichnamigen Stadtteil (einschließlich des Weilers Monhardt) der Stadt Altensteig. Die Johanneskirche mit einem Turm von 1593 wurde im Jahr 1840 im Kameralamtsstil erbaut. Sie ist eine große rechteckige Hallenkirche mit zwei Fensterreihen und hat 500 Sitzplätze. Beim Umbau des Chor- und Altarraumes 1955 bis 1957 wurde ein Bleiglasfenster (heilsgeschichtliche Motive: Adam – Geburt Christi – Weltenherrscher) eingebaut. Der Entwurf stammt von Professor Rudolf Yelin d. J., der im Rahmen seiner künstlerischen Gesamtkonzeption auch die Prinzipalien gestaltete. Das südliche Bleiglasfenster (Grablegung, Beweinung, Auferstehung Jesu) der Künstlerin Käte Schaller-Härlin aus dem Jahr 1920 hatte ursprünglich seinen Platz im Chor und bildete mit dem Gefallenen-Gedenkbuch (Stiftung der bürgerlichen Gemeinde) in der vergitterte Nische ein Mahn- und Denkmal. Das Kunstwerk wurde beim Umsetzen leider unsachgemäß geteilt und in ein überbreites Rahmenprofil eingebaut. Der barocke Kruzifixus an der Wand zum Chor hin stammt noch aus der alten Kirche. Die Orgel aus dem Jahr 1842 von Franz Anton Engelfried aus Mühringen wurde mehrfach renoviert, zuletzt 1979 und 2011 durch den Orgelbaumeister Scharfe aus Ebersbach an der Fils. Sie hat 17 Register.

### Verbundkirchengemeinde Wart-Rotfelden-Ebershardt-Wenden
Die Kirchengemeinden Wart und Rotfelden bildeten seit 2015 die Evangelische Gesamtkirchengemeinde Wart-Rotfelden, die jedoch 2019 mit Ebershardt und Wenden zur Evangelischen Verbundkirchengemeinde Wart-Rotfelden-Ebershardt-Wenden umgewandelt wurde.

#### Kirchengemeinde Wart
Die evangelische Kirchengemeinde Wart umfasst den gleichnamigen Stadtteil der Stadt Altensteig. Die Kirche in Wart enthält noch gotische Elemente und wurde 1768 baulich verändert. Im Rahmen der Renovierung 1912/13 und dem Außenanbau der Emporentreppe unter Architekt Theodor Dolmetsch gestaltete der Stuttgarter Künstler Rudolf Yelin der Ältere das mittlere Chorfenster mit einem Jugendstil-Medaillon (Begegnung Jesu mit den Jüngern aus Emmaus) und der Stuttgarter Maler Adolf Reile die drei Fresko-Medaillons über dem Chorbogen (Petrus, segnender Jesus, Paulus). Das Pfarramt Wart betreut auch die Nachbarkirchengemeinde Ebershardt, die zur bürgerlichen Gemeinde Ebhausen gehört.

#### Kirchengemeinde Rotfelden
Die Kirchengemeinde Rotfelden (900) umfasst den gleichnamigen Ortsteil der Gemeinde Ebhausen. Die evangelische St. Georgskirche wurde während des Dreißigjährigen Krieges 1626 durch den herzoglich-württembergischen Baumeister Friedrich Vischlin nach Querkirchen-Konzeption mit Gestühl-Ausrichtung auf die Kanzel an der Nordwand erbaut. Davor gab es am sogenannten Kirch- oder Totenweg die älteste Pfarrkirche, die als ecclesia (Tauf- und Begräbniskirche) für Rotfelden und Wenden im Liber decimationis 1275 erstmals erwähnt wird. Der vorhandene romanische Taufstein dürfte von dieser Kirche stammen. Im Unterschied zu dieser alten Pfarrkirche gehörte die heutige St. Georgskirche nie dem Kloster Stein/Rhein. Ihr „St. Jergen“-Patrozinium wird 1423 erstmals erwähnt. Unter den Markgrafen von Baden wurde sie zur Pfarrkirche erhoben, nachdem die Kloster Steinische Kirche beim Dorfbrand von 1559 abgegangen war. 1887 wurde die Kirche wegen Feuchtigkeitsschäden renoviert. Dabei wurden Wandmalereien aus der Zeit der Errichtung der Kirche entdeckt, die aber übertüncht wurden. Der Barock-Kruzifxus, früher neben der Kanzel an der Nordwand, ziert seit der Modernisierung des Kircheninnenraums in den 1970er Jahren den Altar im östlichen Chorraum, wohin sich seither auch das Gestühl zur neuen Kanzel ausrichtet. In diesem Zusammenhang wurde das östliche (mittlere) Chorfenster mit einer künstlerischen Glasgestaltung versehen. Das Pfarramt Rotfelden betreut auch die Nachbarkirchengemeinde Wenden (ebenfalls Gemeinde Ebhausen).

#### Kirchengemeinde Ebershardt
Die Kirchengemeinde Ebershardt umfasst den gleichnamigen Ortsteil der Gemeinde Ebhausen. Durch die Reformation entstand im Jahr 1568, gemeinsam mit dem Ort Wart, eine evangelische Pfarrei. In Ebershardt befand sich bereits vor der Reformation eine Kapelle, die dem Heiligen Ägidius geweiht war. 1654 wird sie als baufällig bezeichnet. Anfang des 18. Jahrhunderts ist ihr Zustand wieder gut, es wird auch eine Turmuhr erwähnt, die aber „nicht viel nutzt“. 1743 wurde dann in Ebershardt eine neue, einfache evangelische Kirche mit Dachreiter erbaut. Pfarramtlich betreut wird die Gemeinde Ebershardt von der Nachbarkirchengemeinde Wart (Stadt Altensteig).

#### Kirchengemeinde Wenden
Die Kirchengemeinde Wenden umfasst den gleichnamigen Ortsteil der Gemeinde Ebhausen. Im Ort befindet sich eine kleine evangelische Kirche mit rechteckigem Grundriss und einem kleinen Glockenturm. Ursprünglich war sie eine Kapelle. Ihr St. Katharinen-Patrozinium wird 1552 genannt. Erstmals erwähnt wird die Kapelle 1511. Ein hölzerner Stützbalken im Innern trägt die Jahreszahl 1517, wohl das Jahr des Kirchenbaues. Wenden ist Filiale von Rotfelden und gehörte ebenfalls wie dieser Ort bis zur Reformation dem Kloster Stein am Rhein. Pfarramtlich betreut wird die Kirchengemeinde von der Nachbarkirchengemeinde Rotfelden.

### Kirchengemeinde Wildberg

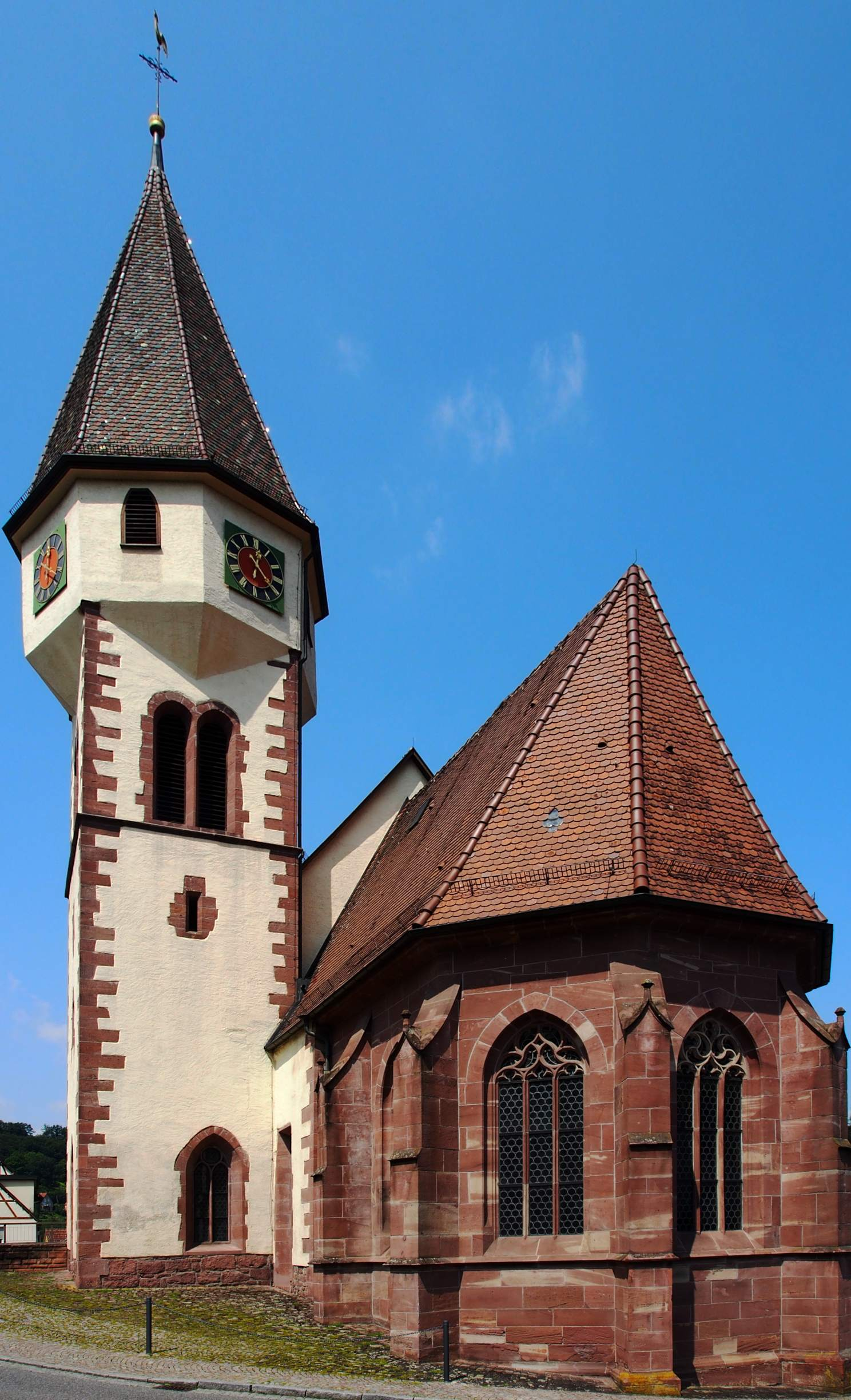
Evang. Martinskirche Wildberg

Die Kirchengemeinde Wildberg umfasst die Kernstadt von Wildberg. Die evangelische Martinskirche wurde 1467 erbaut. Zuvor gehörte Wildberg mit seiner Filialkirche zu Sulz am Eck unter dem Patronat des Klosters Reuthin, die 1392 selbständig wurde. Ihr Bau wurde 1464 beim großen Stadtbrand zerstört. Der Neubau 1467 wurde als dreischiffige Basilika ausgeführt, wobei vor allem der Chor von Aberlin Jörg stammt, dem Erbauer der Stifts-, Leonhards- und Spitalkirche in Stuttgart und anderer Kirchen im Land. Der Kirchenrats-Baumeister Wilhelm Friedrich Goez gestaltete 1772/73 das Langhauses in eine einschiffige Halle ohne Säulenreihen mit dreiseitiger Empore um und baute in den Chor eine Orgelempore ein. Dort im netzgewölbten Chor hinter dem ausdrucksvollen Altarkruzifix wurde 1979 die Orgel mit Rokokoprospekt grundlegend erneuert und restauriert. Die Kriegsschäden von 1945 konnten 1955 von Oberbaurat Ostermeier behoben werden. Die letzte Innenrenovierung 2015 leitete Architekt Rolf Kugel. Der Schiff-Seitenturm enthält im Sockel eine Seitenchor-Kapelle mit altem Taufstein und mehreren Epitaphien. Sie dient seit 1934 durch das farbige Bleiglasfenster in sechs biblischen Bildern (Jesus als Gekreuzigter, Gestorbener und Auferstandener) des Stuttgarter Künstlers Walter Kohler auch dem Gefallenengedenken. Drei moderne Bleiglasfenster wurden in seltener so genannter Polikonmalerei vom Stuttgarter Maler und Bildhauer Willy Wiedmann geschaffen: 1976 das Jerusalemfenster in der Südwand des Chores (oben: Himmlisches Jerusalem als Verheißungs- und Hoffnungsziel, darunter in zehn kleinteilig-abstrahierten Bildbereichen das Gleichnis vom barmherzigen Samariter) und 1979 in der Nordwand des Schiffs zwei weitere, das Martinsfenster und das Fenster Jesu Salbung (durch die Sünderin Lk 7,36-50  oder durch Maria Joh 12,1-8 ). Alle drei Fenster thematisieren das Gebot der Nächstenliebe (Joh 13,34  Ein neues Gebot gebe ich euch).

## Archivquellen
- Bestand: Visitationsberichte.   Landeskirchliches Archiv Stuttgart. 1581–1822.   Signatur: A 1.
- Bestand: Kirchenvisitationsakten.   Hauptstaatsarchiv Stuttgart. ca. 1601–1840.   Signatur: A 281.
- Bestand: Ortsakten [mit Digitalisaten der Pfarrbeschreibungen und Pfarrberichte (darin u. a.: Chronik, Filialverhältnisse)].   Landeskirchliches Archiv Stuttgart. ca. 1550–1923.   Signatur: A 29.
- Bestand: Ortsakten [mit Digitalisaten der Pfarrberichte (darin u. a.: Filialverhältnisse)].   Landeskirchliches Archiv Stuttgart. ca. 1924–1966.   Signatur: A 129.
- Bestand: Ortsakten [mit Visitationsberichten].   Landeskirchliches Archiv Stuttgart. ca. 1967–1989.   Signatur: A 229.
- Archivgut: Dekanatsarchive.   Landeskirchliches Archiv Stuttgart.   Signatur: F-Bestände.
- Archivgut: Pfarrarchive.   Landeskirchliches Archiv Stuttgart.   Signatur: G-Bestände.